# 美體鳗
美體鰻，又稱錐體糯鰻（學名：Ariosoma balearicum），為輻鰭魚綱鰻鱺目糯鰻科的其中一個種，由François Étienne Delaroche於1809年描述，最初屬於Muraena屬，分布於東大西洋葡萄牙南部到安哥拉, 包括地中海；西大西洋美國北卡羅萊納州與墨西哥灣北部到南美洲北部；西北大西洋加拿大；西印度洋，包括紅海海域，深度1至732公尺，體長可達35公分，棲息於大陸棚沙泥底質海域，為底棲性魚類，會掘洞而居，屬肉食性，生活習性不明。